# Onagraceae
Le Onagracee (Onagraceae Juss., 1789) sono una famiglia di piante appartenente all'ordine Myrtales e ad habitus prevalentemente arbustivo o erbaceo, anche se non mancano alcuni generi a portamento arboreo. Al suo interno si trovano circa 660 specie, ripartire tra 21 diversi generi e dalla distribuzione cosmopolita.
Il nome della famiglia deriva da quello del genere Onagra (oggi incluso in Oenothera L.), descritto per la prima volta nel 1754 dal botanico scozzese Philip Miller.

## Descrizione
I fiori sono ermafroditi, per lo più con 4 sepali e 4 petali, gli stami sono 8. L'ovario, infero, è formato da 4 carpelli. I frutti sono vari. I semi sono piccoli e in alcuni generi (es. Epilobium) presentano dei peli che aiutano la dispersione ad opera del vento.
Le foglie sono opposte o spiralate, nella maggior parte dei generi semplici e di forma lanceolata.
L'impollinazione è entomogama.

## Tassonomia
La famiglia delle Onagraceae comprende al suo interno circa 660 specie, ripartire tra i seguenti 21 generi, così organizzati:
Sottofamiglia Jussiaeoideae Beilschmied
- Ludwigia L.

Sottofamiglia Onagroideae Beilschmied
Tribù Circaeeae Dumortier
- Circaea L.
- Fuchsia Plum. ex L.

Tribù Epilobieae Endlicher
- Epilobium Dill. ex L.

Tribù Gongylocarpeae Donnell Smith & Rose
- Gongylocarpus Schltdl. & Cham.

Tribù Hauyeae Raimann
- Hauya Moc. & Sessé ex DC.

Tribù Lopezieae Spach
- Lopezia Cav.
- Megacorax S.González & W.L.Wagner

Tribù Onagreae Dumortier
- Camissonia Link
- Camissoniopsis W.L.Wagner & Hoch
- Chylismia Nutt.
- Chylismiella (Munz) W.L.Wagner & Hoch
- Clarkia Pursh
- Eremothera (P.H.Raven) W.L.Wagner & Hoch
- Eulobus Nutt.
- Gayophytum A.Juss.
- Hemifuchsia Herrera
- Neoholmgrenia W.L.Wagner & Hoch
- Oenothera L.
- Tetrapteron (Munz) W.L.Wagner & Hoch
- Xylonagra Donn.Sm. & Rose